# Cratere Bjornson
Bjornson è un cratere d'impatto presente sulla superficie di Mercurio, a 73,07° di latitudine nord e 114,52° di longitudine ovest. Il suo diametro è pari a 75,93 km.
Il cratere è stato battezzato dall'Unione Astronomica Internazionale in onore del poeta e drammaturgo norvegese Bjørnstjerne Bjørnson.